# Anhammus luzonicus
Anhammus luzonicus är en skalbaggsart som beskrevs av Stefan von Breuning 1982. Anhammus luzonicus ingår i släktet Anhammus och familjen långhorningar.
Artens utbredningsområde är Filippinerna. Inga underarter finns listade i Catalogue of Life.